# Fritz Freitag (Offizier)

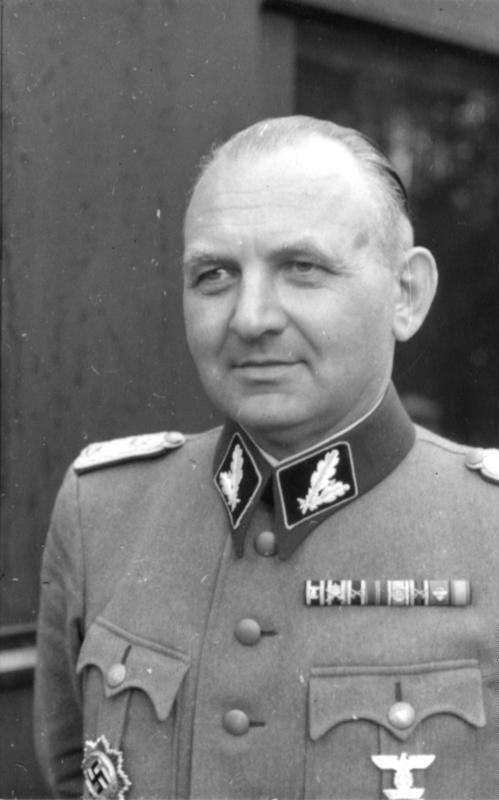
Oberführer der Waffen-SS Fritz Freitag (Foto Kurt Alber, 1942)

Fritz Freitag (* 28. April 1894 in Allenstein; † 10. Mai 1945 in Sankt Andrä im Lungau, Salzburg) war ein deutscher Offizier, zuletzt SS-Brigadeführer und Generalmajor der Waffen-SS und Polizei.

## Leben
Freitag war der Sohn eines Eisenbahn-Obersekretärs. Er beendete seine Schullaufbahn in seiner Heimatstadt mit dem Abitur, nahm ein Medizinstudium an der Albertus-Universität Königsberg auf und gehörte seit 1914 der Burschenschaft Alemannia Königsberg an. Er trat zugleich am 1. April 1914 in das Grenadier-Regiment „Kronprinz“ (1. Ostpreußisches) Nr. 1 der Preußischen Armee ein. Diesem Regiment gehörte Freitag dem gesamten Ersten Weltkrieg über an. Zuletzt bekleidete er den Dienstgrad als Leutnant der Reserve und war mit beiden Klassen des Eisernen Kreuzes auch das Ritterkreuz des Königlichen Hausordens von Hohenzollern mit Schwertern sowie das Österreichische Militärverdienstkreuz III. Klasse ausgezeichnet worden.
Nach Ende des Krieges nahm Freitag kurzzeitig sein Studium wieder auf, schloss sich aber im Januar 1919 einem Freikorps an. Im Februar 1920 trat er dann in den Polizeidienst ein und war zuletzt Oberstleutnant der Schutzpolizei. Zum 1. Mai 1933 trat Freitag in die NSDAP ein (Mitgliedsnummer 3.052.501). Ab 1936 lehrte er Taktik an der Polizeioffiziersschule in Berlin-Köpenick und wurde dort 1938 stellvertretender Kommandeur. Am Überfall auf Polen nahm Freitag als Ia des Polizeiregiments 3 teil. Anfang Oktober 1939 wurde er Stabschef der Polizeigruppe unter dem Kommando von Udo von Woyrsch. 1940 kehrte er an die Polizeischule zurück.
Zum 1. September 1940 trat Freitag in die SS ein (SS-Nummer 393.266), wo er im April 1944 zum SS-Brigadeführer und Generalmajor der Waffen-SS und Polizei aufstieg. Im April/Mai 1941 wurde er als Ia der Abteilung I in den Kommandostab Reichsführer SS kommandiert. Ab dem 19. Juni 1941 war er beurlaubt, und im August 1941 wurde er Führungsoffizier der 1. SS-Brigade. Als Kommandeur der Waffen-SS kommandierte u. a. die 8. SS-Kavallerie-Division „Florian Geyer“ und die 4. SS-Polizei-Panzergrenadier-Division. Freitag führte von 1943 bis Kriegsende, mit einer kurzen Unterbrechung im Jahr 1944, als Kommandeur die 14. Waffen-Grenadier-Division der SS (galizische Nr. 1). Am 30. April 1942 war er mit dem Deutschen Kreuz in Gold sowie am 30. September 1944 mit dem Ritterkreuz des Eisernen Kreuzes ausgezeichnet worden.
Am 8. Mai 1945 geriet er bei Radstadt in britische Kriegsgefangenschaft und wurde in ein US-amerikanisches Kriegsgefangenenlager bei Graz verbracht, wo er wegen möglicher Überstellung in die Sowjetunion am 10. Mai 1945 Suizid beging.